# Bill Horsman
William Horsman (12 tháng 12 năm 1908 – 1982) là một cầu thủ bóng đá người Anh thi đấu ở vị trí outside right và ghi 37 trận từ 232 lần ra sân ở Football League.
Horsman sinh ra ở Doncaster, West Riding of Yorkshire. Ông có 78 lần ra sân ở First Division cho Birmingham trước khi gia nhập Chester năm 1935. He helped them finish as runners-up ở Third Division North ở 1935–36 và vào chung kết Cúp Welsh in the same season. His career was ended prematurely by the outbreak of Thế chiến thứ II.